# Sojuz TMA-17M
Sojuz TMA-17M – misja załogowego statku Sojuz do Międzynarodowej Stacji Kosmicznej. Start planowany był na 26 maja 2015 r., a lądowanie na listopad 2015 r., jednak na skutek katastrofy rakiety Sojuz 2.1a, która miała miejsce 28 kwietnia 2015 r., wszystkie starty rakiet typu Sojuz zostały przełożone. Ostatecznie start odbył się 22 lipca, a lądowanie odbyło się 11 grudnia 2015 r. Statek dostarczył na stację trzech członków Ekspedycji 44/45.

## Załoga
- Oleg Kononienko (3) – dowódca (Rosja)
- Kimiya Yui (1) – inżynier pokładowy (Japonia)
- Kjell Lindgren (1) – inżynier pokładowy (USA)

### Rezerwowa
- Jurij Malenczenko (6) – dowódca (Rosja)
- Timothy Peake (1) – inżynier pokładowy (Wielka Brytania, ESA)
- Timothy Kopra (2) – inżynier pokładowy (USA)

## Galeria

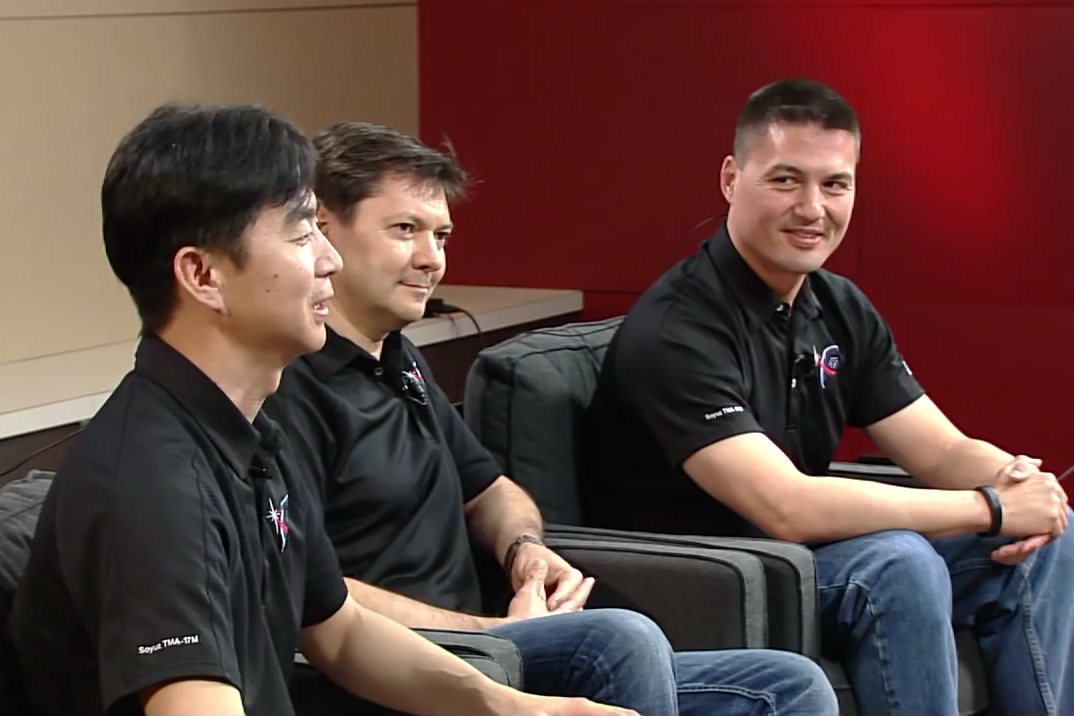
Załoga podczas konferencji prasowej (marzec 2015)
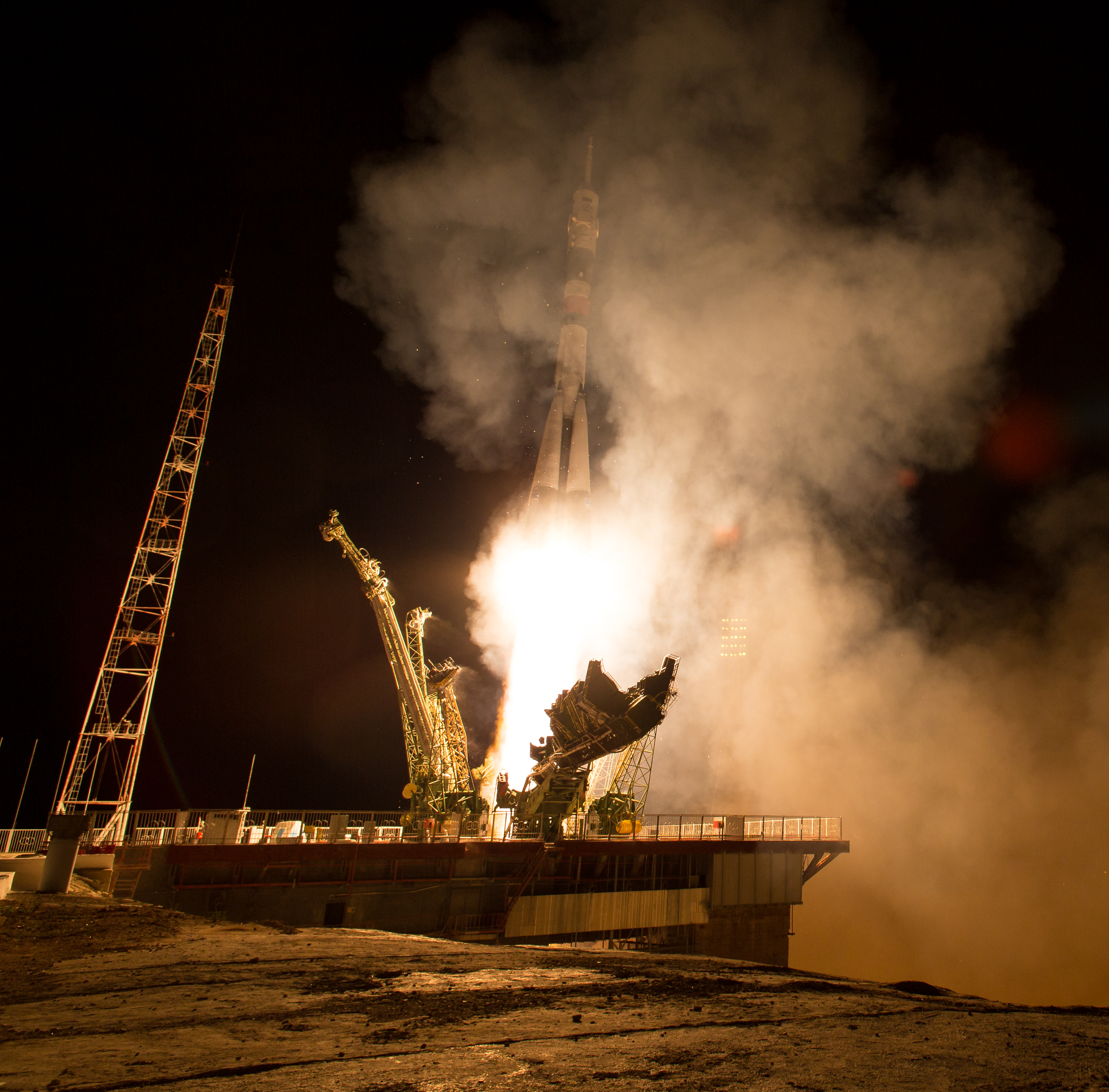
Start (22 lipca 2015)
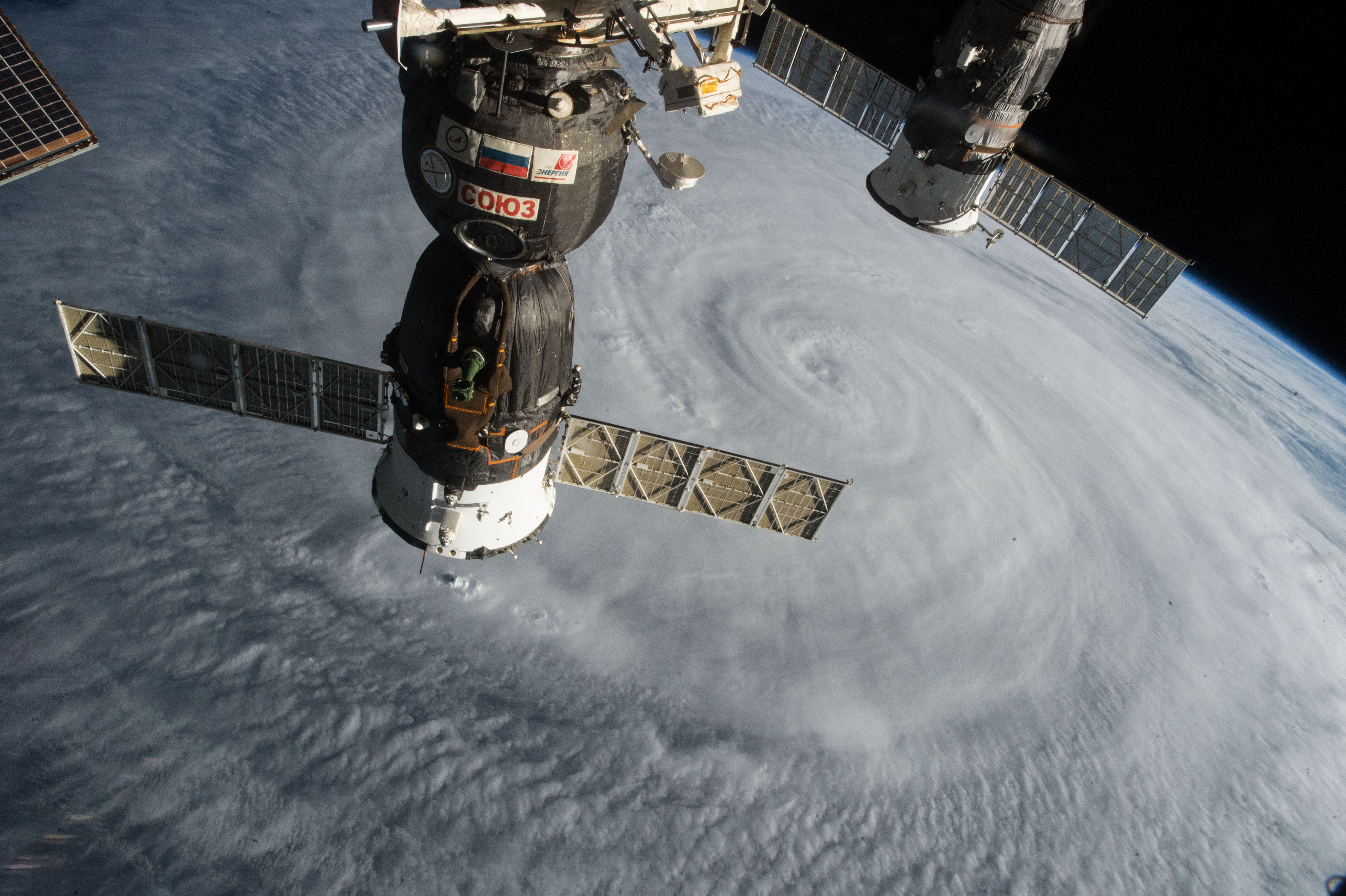
Statek przycumowany do ISS, w tle tajfun Soudelor (5 sierpnia 2015)